# Heinrich Wellenbrink
Heinrich Wellenbrink (* 23. Januar 1896 in Oldendorf bei Halle; † 18. Mai 1974 in Bremen) war ein Bürgermeister von Uetersen 1930–1933.

## Leben
Heinrich Wellenbrink war der Sohn des Landwirts und Zimmers Wilhelm Wellenbrink und von Katharina Wellenbrink, geborene Vossmeier. Er besuchte die Volksschule seiner Heimatstadt und ließ sich zwischen 1910 und 1913 im westfälischen Halle ausbilden. Dann arbeitete er in der Verwaltung in Brakel und in Wanne. Er war Kriegsfreiwilliger am Ersten Weltkrieg und war von Juli 1915 bis Dezember 1918 an der Westfront eingesetzt.
Ab 1. November 1922 war er Obersekretär in der Stadtverwaltung Uetersen und ab September 1920 Mitglied der SPD. 1923 wurde er Stadtverordneter und 1929 stellvertretender Bürgermeister. Am 16. März 1930 wurde er mit 2336 Stimmen von 2578 gültigen Stimmen als Bürgermeister der Stadt Uetersen gewählt. 1931 wurde unter seiner Leitung mit dem Bau der Friedrich-Ebert-Schule begonnen, die Gasversorgung der Stadt modernisiert und Kinderspeisungen für die Kinder der Arbeitslosen eingerichtet. Ab 18. Februar 1931 lief ein Disziplinarverfahren gegen Wellenbrink, weil er „amtswidrig und pflichtvergessen“ gewesen sein sollte. Am 30. September 1935 wurde das Verfahren eingestellt.
Am 25. März 1933, kurz nach der „Machtergreifung“ am 30. Januar 1933, wurde Wellenbrink im Zuge der Gleichschaltung seines Amtes enthoben. Mit Hilfe des Gesetzes zur Wiederherstellung des Berufsbeamtentums vom 7. April 1933 wurde er endgültig aus dem Öffentlichen Dienst entlassen und seiner Pension beraubt. Wellenbrink verließ Uetersen und wurde Kaufmann in Bremen. 1938 wurde er einfaches Mitglied der NSV und der DAF, um seinen Beruf dort ausüben zu können.
1945 bis 1946 war Heinrich Wellenbrink zuerst kommissarischer Landrat und dann Oberkreisdirektor im Kreis Halle (Westfalen).
Am 27. Juli 1923 heiratete er Olga Stanke. Ihre Tochter Olga Ingeborg Erna wurde am 1. April 1927 in Uetersen geboren.

## Ehrungen
Im Dezember 2010 beschloss die Uetersener Ratsversammlung nach ihm den Heinrich-Wellenbrink-Weg zu benennen.